# 600-ті
Раннє Середньовіччя. Триває чума Юстиніана. У Східній Римській імперії  завершилося правління імператора Маврикія. Після нього правив Фока, потім Іраклій. Лангобарди частково окупували Італію і утворили в ній Лангобардське королівство. Франкське королівство розділене між правителями з роду Меровінгів.  Іберію  займало Вестготське королівство.  В Англії тривав період гептархії. Авари та слов'яни утвердилися на Балканах.
Китай об'єднаний під правлінням династії Суй. Індія роздроблена. В Японії триває період Ямато. У Персії править династія Сассанідів. Степову зону Азії та Східної Європи контролює Тюркський каганат, розділений на Східний та Західний.
На території лісостепової України в VI столітті виділяють пеньківську й празьку археологічні культури. VI століття стало початком швидкого розселення слов'ян. У Північному Причорномор'ї співіснують різні кочові племена, зокрема кутригури, утигури, сармати, булгари, алани, авари, тюрки.

## Події
- 602 року збунтувалися візантійські війська на Балканах. Вони скинули імператора Маврикія, новим імператором став Фока. Після цього перси відновили війну з Візантією й почали захоплювати міста за містами.
- 610 року імператора Фоку було повалено й новим імператором став Іраклій.
- У проміжку між 604 та 609 роками було споруджено Великий канал у Китаї.
- 604 — кінець понтифікату Папи Григорія I;
- 604—606 — понтифікат Папи Сабініана;
- 607 — понтифікат Папи Боніфація III;
- 608 — початок понтифікату Папи Боніфація IV;